# Suseinargiuïta
La suseinargiuïta és un mineral de la classe dels sulfats. Rep el nom de Punta de Su Seinargiu, a Itàlia, la seva localitat tipus.

## Característiques
La suseinargiuïta és un molibdat de fórmula química NaBi(MoO₄)₂. Va ser aprovada com a espècie vàlida per l'Associació Mineralògica Internacional l'any 2014. Cristal·litza en el sistema tetragonal. És l'anàleg de sodi i bismut de la wulfenita.
L'exemplar que va servir per a determinar l'espècie, el que es coneix com a material tipus, es troba conservat a les col·leccions del Museu d'Història Natural de la Universitat de Pisa (Itàlia), amb el número de catàleg: 19692.

## Formació i jaciments
Va ser descoberta a Punta de Su Seinargiu, a la localitat de Sarroch, dins la ciutat metropolitana de Càller (Sardenya, Itàlia), en un jaciment de molibdè i bismut, associada a wulfenita. Aquest indret és l'únic a tot el planeta on ha estat descrita aquesta espècie mineral.